# Audrey Stevenson
Audrey Stevenson es una niña francesa de ascendencia estadounidense que murió de leucemia a la edad de ocho años, reconocida por su santidad, tiene el título de Sierva de Dios.

## Biografía
Nacida en una familia adinerada, de la cuál es la segunda hija. Sus padres son de origen estadounidense, afincados en París, aunque católicos, no son muy practicantes, simplemente asistiendo a misa.
Audrey demostró ser muy precoz. Sus padres a veces se preocupaban por la precocidad y la vivacidad intelectual de su hija, pero su carácter alegre los tranquilizaban. A los tres años, tras una visita a la casa de Santa Teresa de Lisieux y luego al convento, declaró que quería ingresar al Carmelo.
Cuando se mudaron poco después, Audrey dibujó un crucifijo y lo colocó en la pared de su dormitorio. También los colocó en los demás dormitorios, e hizo lo mismo en cada lugar donde vivieron. También se haría mortificación poniéndose lápices en sus zapatos.
A los cinco años, pidió hacer su primera comunión. Tres sacerdotes la interrogaron y la declararon apta para recibirlo. Su familia la acompañó al Santuario de Nuestra Señora de Lourdes, donde comulgó por primera vez el 15 de agosto de 1989. Acentuó su amor a Jesús mediante la oración y siempre se refería a el en sus acciones cotidianas. Poco a poco, influyó y transformó a quienes la rodeaban. Insistió en bendecir las comidas y lo convirtió en un hábito.
Al año siguiente, tuvo neumonía y tuvo que pasar mucho tiempo aislada, aprovechando esta situación para dedicarse más a la oración y al canto.
Se le detectó leucemia en 1990, cuando tenía siete años. Posteriormente, fue hospitalizada con frecuencia y sometida a tratamientos intensivos. Durante varios meses, recibió radioterapia, quimioterapia y punciones lumbares.
En torno a ella se organizó una cadena de oración que empezó localmente con un rosario y se extendió por Francia y el extranjero.
La quimioterapia la dejó sin saliva, con los párpados pegados a los ojos y le dolían todos los huesos, pero repetía una y otra vez: Estoy en la cruz. Estoy en la cruz. Su valentía y fe impresionan a quienes la rodeaban y al personal del hospital.· Sufría, pero invocaba a Jesús y la cruz.
Un trasplante de médula ósea falló y solo le dieron tres semanas de vida. La llevaron nuevamente a Lourdes y luego a Roma, donde asistió a la misa privada del Papa Juan Pablo II y pudo hablar con él. A su regreso, aceptó recibir a personas que venían de diferentes partes de Francia para pedirle que rezara por ellos. Recibió la comunión de los enfermos y la confirmación.
Audrey Stevenson muere el 22 de agosto de 1991.

## Causa de beatificación
Se atribuyen numerosas gracias a la intercesión de Audrey Stevenson. Se ha abierto la causa de su beatificación. 